# Acacia marlothii
Acacia marlothii é uma espécie de leguminosa do gênero Acacia, pertencente à família Fabaceae.